# Маунд (тауншип, Миннесота)
Маунд (англ. Mound) — тауншип в округе Рок, Миннесота, США. На 2000 год его население составило 257 человек.

## География
По данным Бюро переписи населения США площадь тауншипа составляет 92,8 км², из которых 92,5 км² занимает суша, а 0,3 км² — вода (0,33 %).

## Демография
По данным переписи населения 2000 года здесь находились 257 человек, 92 домохозяйства и 77 семей.  Плотность населения —  2,8 чел./км².  На территории тауншипа расположено 95 построек со средней плотностью 1,0 построек на один квадратный километр. Расовый состав населения: 96,89 % белых, 0,39 % афроамериканцев, 2,72 % — других рас США. Испанцы или латиноамериканцы любой расы составляли 3,89 % от популяции тауншипа.
Из 92 домохозяйств в 34,8 % воспитывались дети до 18 лет, в 80,4 % проживали супружеские пары и в 16,3 % домохозяйств проживали несемейные люди. 12,0 % домохозяйств состояли из одного человека, при том 3,3 % из — одиноких пожилых людей старше 65 лет. Средний размер домохозяйства — 2,79, а семьи — 3,08 человека.
25,7 % населения — младше 18 лет, 8,2 % — в возрасте от 18 до 24 лет, 25,7 % — от 25 до 44, 28,0 % — от 45 до 64, и 12,5 % — старше 65 лет. Средний возраст — 40 лет. На каждые 100 женщин приходилось 105,6 мужчин.  На каждые 100 женщин старше 18 приходилось 107,6 мужчин.
Средний годовой доход домохозяйства составлял 44 688 долларов, а средний годовой доход семьи —  46 042 доллара. Средний доход мужчин —  25 750  долларов, в то время как у женщин — 26 406. Доход на душу населения составил 22 343 доллара. За чертой бедности находились 5,1 % семей и 6,7 % всего населения тауншипа, из которых 9,6 % младше 18 лет.